# هونر سليم
هونر سليم (بالكردية: هونه‌ر سەلیم)‏ هو مخرج عراقي كردي يحمل الجنسية الفرنسية ولد في يوم 9 آذار 1964 في مدينة عقرة شمال العراق، ترك العراق بعمر ال17 سنة وسافر إلى إيطاليا وأكمل تعليمه هناك في المدرسة والجامعة، إنتقل بعد ذلك إلى فرنسا، فاز بجائزة سان ماركو في مهرجان البندقية السينمائي لسنة 2003 لفيلمه فودكا ليمون. قام هونر بإخراج عدة أفلام عن القضية الكردية منها فيلم الحرية لكردستان في سنة 1992 وألذي عمل به أثناء الإنتفاضة الكردية في سنة 1991. في سنة 2013 ترشح فيلمه أرض الفلفل الحلو لنيل جائزة آسيا الهادئ كأفضل فيلم.

## روابط خارجية
- هونر سليم على موقع IMDb (الإنجليزية)
- هونر سليم على موقع ألو سيني (الفرنسية)
- هونر سليم على موقع أول موفي (الإنجليزية)
- هونر سليم على موقع قاعدة بيانات الأفلام السويدية (السويدية)
- هونر سليم على موقع قاعدة بيانات الفيلم (الإنجليزية)
- هونر سليم على موقع كينوبويسك (الروسية)